# Entain
Entain plc (tidligere GVC Holdings) er en britisk sportsbetting og gamblingvirksomhed. De ejer brands som bwin, Coral, Ladbrokes, PartyPoker, og Sportingbet. Virksomheden blev etableret i 2004 som Gaming VC Holdings. I 2010 blev den reorganiseret som GVC Holdings.
Den er børsnoteret på London Stock Exchange og en del af aktieindekset FTSE 100.